# Associazione Calcio Fortitudo 1936-1937
Questa voce raccoglie le informazioni riguardanti l'Associazione Calcio Fortitudo nelle competizioni ufficiali della stagione 1936-1937.

## Rosa
| N. |                   | Ruolo | Calciatore         |
| -- | ----------------- | ----- | ------------------ |
|    | Italia (bandiera) |       | Fernando Arban     |
|    | Italia (bandiera) |       | Antonio Bortolini  |
|    | Italia (bandiera) |       | Silvano Bronzini   |
|    | Italia (bandiera) |       | Leopoldo Buda      |
|    | Italia (bandiera) |       | Luigi Castellani   |
|    | Italia (bandiera) | C     | Fausto Comar       |
|    | Italia (bandiera) |       | Vittorio Devescovi |
|    | Italia (bandiera) |       | Giordano Gasparini |

| N. |                   | Ruolo | Calciatore       |
| -- | ----------------- | ----- | ---------------- |
|    | Italia (bandiera) |       | Guido Ghidini    |
|    | Italia (bandiera) | C     | Arturo Presselli |
|    | Italia (bandiera) |       | Giuseppe Sivini  |
|    | Italia (bandiera) |       | Guido Spazzapan  |
|    | Italia (bandiera) |       | Nicola Stante    |
|    | Italia (bandiera) |       | Aldo Stradiot    |
|    | Italia (bandiera) |       | Oscar Susi       |
|    | Italia (bandiera) |       | Viola Marcello   |